# Czciradz
Czciradz (Duits: Zyrus) is een plaats in het Poolse district  Nowosolski, woiwodschap Lubusz. De plaats maakt deel uit van de gemeente Kożuchów en telt 519 inwoners.